# Ronal Huaccha
Ronal Omar Huaccha Jurado (Bellavista, Perú, 20 de diciembre de 1993) es un futbolista peruano. Juega como delantero y su equipo actual es Sport Huancayo de la Liga 1 de Perú. Tiene 31 años.

## Trayectoria

### Unión Comercio
Sus inicios fueron en el 2014 jugando en la reserva de Unión Comercio. En el año 2015 debutó y disputó 3 partidos con el Club Unión Comercio. siendo el siguiente año su temporada más productiva con el equipo de Nueva Cajamarca jugando 24 partidos y anotando 6 goles. En el año 2017 sostuvo su permanencia con Unión Comercio y sumó 22 partidos convirtiendo un solo gol por temporada.

### Comerciantes Unidos
En el año 2018 pasó a las filas de Comerciantes Unidos con el cual jugó 22 partidos y anotó 3 goles, lamentablemente ese año Comerciantes Unidos perdió la categoría y descendió a la  Liga 2 2019.

### Atlético Grau
Ronal Huaccha pasó a disputar la  Liga 2 con el Club Atlético Grau de Piura, saliendo goleador de la temporada 2019 y ascendiendo con el club a primera división.

## Clubes
Actualizado al último partido disputado el 29 de abril de 2023.
| Club                | País          | Año           | Partidos | Goles | Asistencias |
| ------------------- | ------------- | ------------- | -------- | ----- | ----------- |
| Unión Comercio      | Perú          | 2013 - 2017   | 49       | 7     | 4           |
| Comerciantes Unidos | Perú          | 2018          | 24       | 3     | 2           |
| Atlético Grau       | Perú          | 2019          | 33       | 24    | 3           |
| Sport Huancayo      | Perú          | 2020 - Act.   | 107      | 23    | 15          |
| Total carrera       | Total carrera | Total carrera | 213      | 57    | 24          |

## Palmarés
| Título            | Club          | País | Año  |
| ----------------- | ------------- | ---- | ---- |
| Copa Bicentenario | Atlético Grau | Perú | 2019 |

### Distinciones individuales
| Distinción                                | Año  |
| ----------------------------------------- | ---- |
| Máximo goleador de la Liga 2              | 2019 |
| Mejor jugador de la Liga 2 según la SAFAP | 2019 |
| Mejor once de la Liga 2 según la SAFAP    | 2019 |
| Jugador del año de la Liga 2              | 2019 |